# Summit (Oregón)
Summit es un lugar designado por el censo ubicado en el condado de Benton en el estado estadounidense de Oregón. En el año 2010 tenía una población de 82 habitantes.

## Geografía
Summit se encuentra ubicado en las coordenadas 44°38′16″N 123°34′43″O / 44.63778, -123.57861.